# XHUAN-FM
XHUAN-FM è una stazione radio operante in Messico con sede nella città di Tijuana, nello Stato della Bassa California. Di proprietà dell'Instituto Mexicano de la Radio, XHUAN-FM trasmette sulla frequenza 102,5 FM programmi sia a contenuto musicale che informativo e di approfondimento sotto il nome di "Fusión 102.5".

## Storia
XHUAN fu creata nell'estate del 1986, con una programmazione che si divideva tra le telecronache  degli incontri del campionato mondiale di calcio 1986 e programmi musicali. Fu lanciata ufficialmente il 1 agosto 1986 ed alla cerimonia di inaugurazione tenutasi il 27 gennaio 1987 presenziò anche il presidente Miguel de la Madrid. Quello stesso anno, la stazione lasciò il proprio radiogiornale Enlace FM.
Nel 1990 la programmazione vide un aumento delle trasmissioni dedicate alla ranchera mantenendo comunque alcuni dei vecchi programmi ed il radiogiornale; questo format fu però abbandonato due anni dopo con il ritorno alla trasmissione, sotto il nome di "Estéreo Frontera", di programmi che spaziavano tra diversi generi musicali. A metà degli anni '90, il radiogiornale fu abbandonato e la programmazione virò verso la musica grupera per poi tornare, nel 2002 al precedente mix di generi musicali. La programmazione attuale di Fusión è stata introdotta nel 2006 e comprende principalmente programmi di musica jazz unitamente a trasmissioni di informazione e di utilità sociale.
XHUAN trasmette in HD Radio.